# 132824 Galamb
132824 Galamb este un asteroid din centura principală de asteroizi.

## Descriere
132824 Galamb este un asteroid din centura principală de asteroizi. A fost descoperit pe 17 august 2002 la Observatorul Palomar de Krisztián Sárneczky. Asteroidul prezintă o orbită caracterizată de o semiaxă mare de 2,89 ua, o excentricitate de 0,08 și o înclinație de 3,1° în raport cu ecliptica.